# TADS
TADS (Text Adventure Development System) — система разработки компьютерных текстовых игр, в котором общение с игроком осуществляется посредством текстовой информации.

## История
Русифицированной версией TADS 2 является RTADS.

## Состав
- Мощный объектно-ориентированный язык программирования, похожий на C и Java.
- Компилятор
- Библиотека классов, написанная на языке TADS.
- Интерпретатор, позволяющий играть в откомпилированные игры.